# 克拉多尔夫-舍嫩贝格

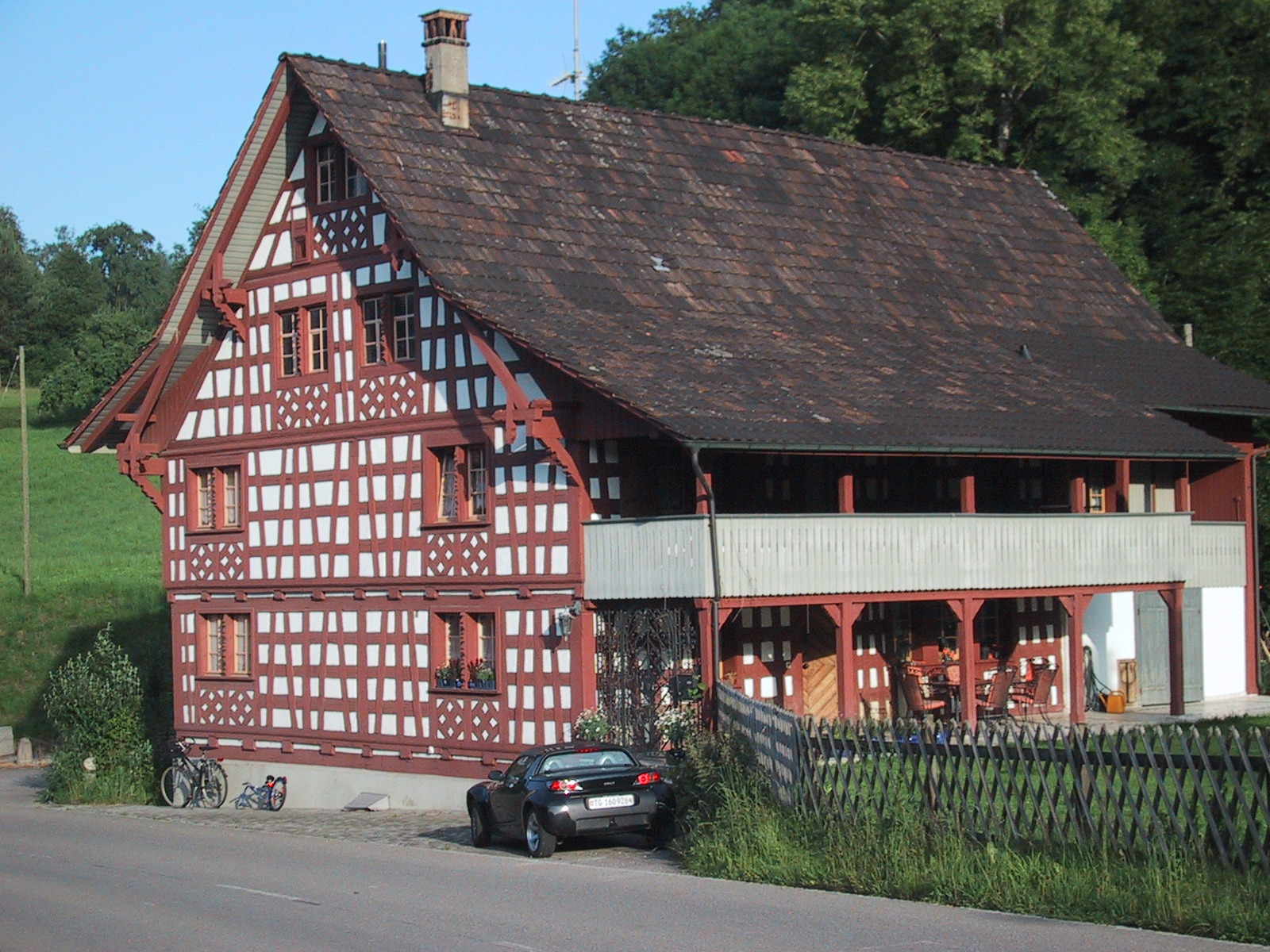

克拉多尔夫-舍嫩贝格（德语：Kradolf-Schönenberg）是瑞士的城鎮，位於該國東北部，由圖爾高州負責管轄，面積9.13平方公里，海拔高度455米，2012年人口3,542，四成人口信奉基督教，人口密度每平方公里388人。